# Papája obecná

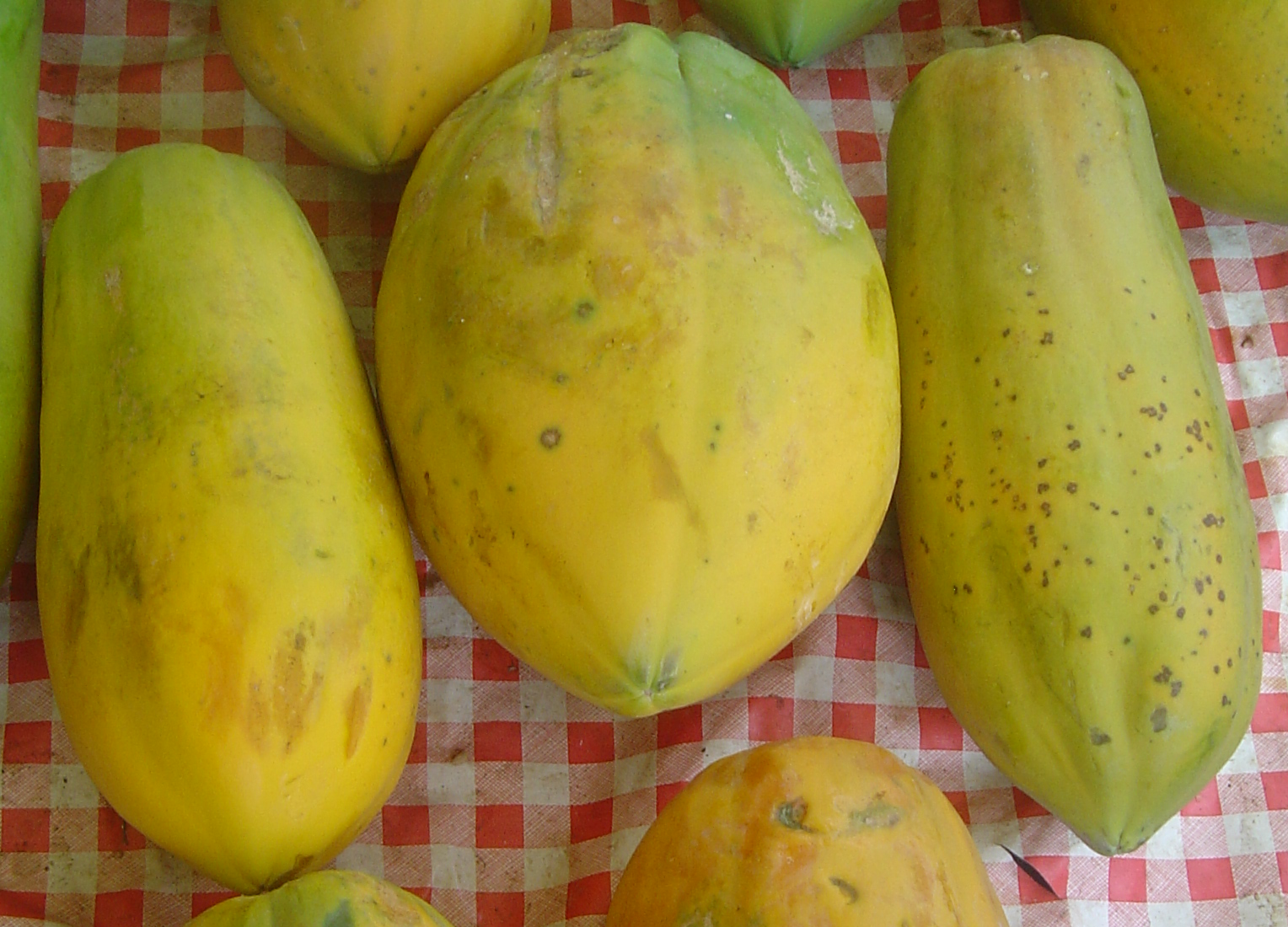
Plody papáji

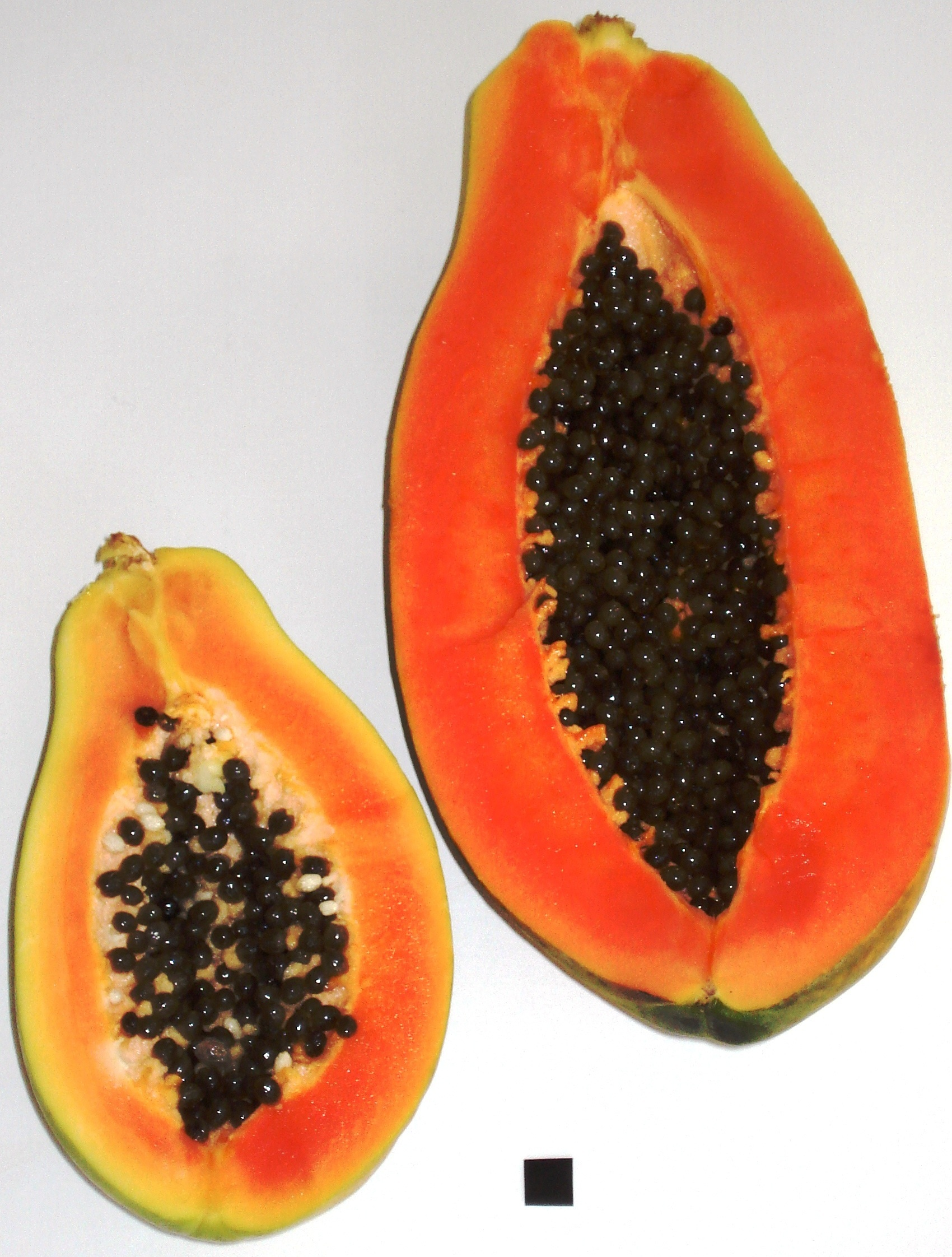
Plody papáji na řezu, černý čtverec má rozměr 1 x 1 cm

Papája obecná (Carica papaya) je teplomilná rostlina z čeledě papájovitých, vyznačující se velkými jedlými plody. Je to jediný druh rodu papája.

## Rozšíření
Pochází pravděpodobně ze Střední Ameriky, v plané podobě nebyla nikde nalezena. Postupně je naturalizována téměř ve všech paleotropických oblastech, na kvalitu půdy není náročná.

## Popis

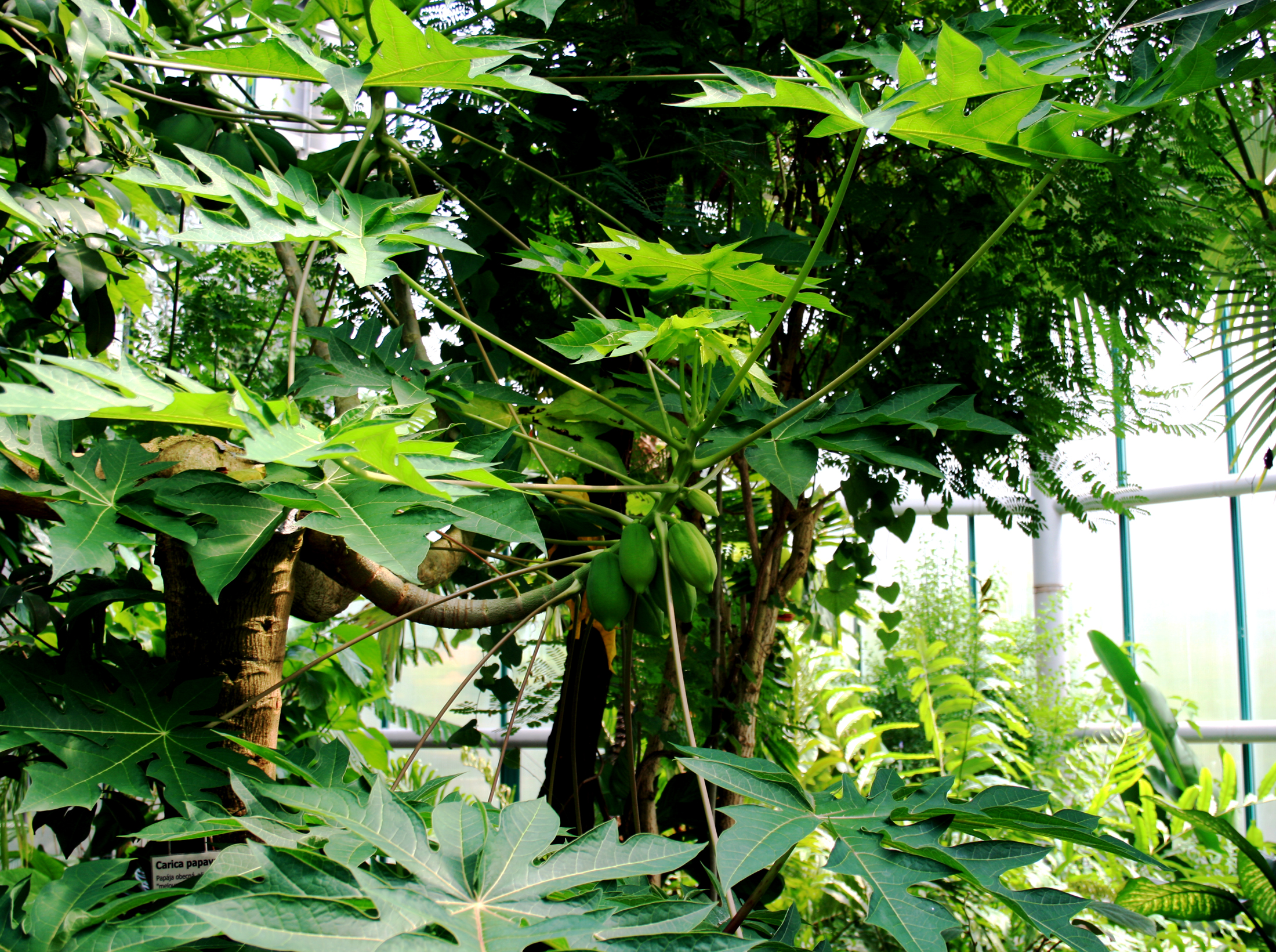
Papája v Botanické zahradě Liberec

Jsou to mohutné byliny s dřevnatějícími lodyhami, mají tvar stromu a dosahující výšky až 10 m, byly však vyšlechtěny i kultivary vyrůstající jen do 2 m. Skořicově zbarvený nepravý kmen neobsahuje dřevo, ale je to dutá lodyha. Mívá průměr až 30 cm, směrem nahoru se konicky zužuje, nevětví se a je posetý trojúhelníkovitými jizvami po odpadlých listech. Lodyha má povrchová pletiva vyztužena hustou sítí zpevňujících vláken, které umožňují rostlině dobře vzdorovat náporům větrů i se zátěží plodů. Na vrcholku rostlin vyrůstá růžice opadavých žlutozelených listů dlouhých až 75 cm s řapíky měřícími 40 až 60 cm, což dodává papáji vzhled palmy. Čepel listů je hluboce dlanitosečná, mívá 7 až 11 podlouhlých celokrajných nebo hrubě zubatých laloků. Celá rostlina je prostoupena kanálky tzv. mléčnicemi, z kterých po poranění roní latex.
Květy jsou jednopohlavní i oboupohlavní a rostliny jednodomé, dvoudomé (většinou) nebo polygamní. Samičí květy vyrůstají v úžlabí postupně opadávajících listů, takže následné plody vypadají jako zavěšené přímo na dužnaté lodyze, která na vrcholku stále přirůstá. Drobné samčí květy bývají uspořádány v latách 30 až 100 cm dlouhých, jsou pětičetné, narůžovělé s nasládlou vůni. Jejich kalich bývá 1 až 1,5 mm dlouhý, koruna má trubku 25 až 60 mm s rozloženými cípy, nitky i prašníky jsou dlouhé po 1,5 mm. Samičí květy s krátkými stopkami mají kalich dlouhý 5 až 10 mm se zkroucenými kopinatými lístky.
Plodem papáji jsou bobule. Podle kultivaru mívají rozmanitý tvar a velikost, na prvý pohled připomínají tykev. Mohou dosáhnout hmotnosti od 0,5 do 10 kg. Plody dvoudomých rostlin bývají kulovité, jednodomých kultivarů podlouhlé, hruškovité, kónické a mohou být až 50 cm dlouhé. Sladká, šťavnatá dužnina bobule je 3 až 4 cm silná a bývá žlutá, oranžová až karmínově červená. Ve středové dutině je množství drobných kulatých šedočerných semen o průměru asi 5 mm, která jsou obalena průsvitným rosolovitým míškem (arilem) sladkokyselé chuti. Semen může být 1000 až 1500, mají palčivou, pepřovitou chuť. Na rostlině se nachází současně i 100 kg plodů. V tropických podmínkách jsou květy a následně plody vytvářeny průběžně, v subtropech v chladnějších obdobích rostlina odpočívá.
Papája obecná se pěstuje ze semen. Roste velice rychle a za půl roku po vzklíčení dosahuje výšky asi 2 m. Plodit začíná již třetím rokem a vyprodukuje ročně 30 až 150 plodů, dožívá se průměrně 25 let. Pokud se pěstuje na plantážích, likvidují se rostliny již po 6 až 7 létech a zakládají se nové.

## Význam
Papája obecná se od pradávna pěstuje pro své plody, které se konzumují syrové nebo kompotované, připravují se z nich džemy i ovocné nápoje, přidávají se do ovocných salátů, vaří se z nich „zelí“. Využívá se také jejich semen, která se pro svou palčivou chuť používají jako náhražky pepře. Mladé listy se konzumují jako špenát. Export celých plodů je, s ohledem na náchylnost na otlačení a houbovitá onemocnění, omezený.
Latex, který obsahuje proteolytické enzymy rozkládající bílkoviny, např. papain a chymopapain, je obsažený v pletivu téměř celé rostliny. Ve velkém se získává nařezáváním nedozralých plodů, zachycená tekutina se usuší. Enzym papain podporuje trávení a má i protizánětlivé účinky. Používá se v lékařství, při výrobě žvýkaček i v kosmetice. Semena jsou známým lékem (i preventivním) vyhánějící hlísty a abortivem (prostředkem vyvolávající potrat). Papája se nedoporučuje v těhotenství a době kojení.

## Průměrný obsah látek a minerálů
Tabulka udává dlouhodobě průměrný obsah živin, prvků, vitamínů a dalších nutričních parametrů zjištěných v plodech papáji.
| Složka          | Jednotka | Průměrný obsah | Prvek (mg/100 g) | Průměrný obsah | Složka (mg/100g) | Průměrný obsah |
| --------------- | -------- | -------------- | ---------------- | -------------- | ---------------- | -------------- |
| voda            | g/100 g  | 88,5           | Na               | 5              | vitamin C        | 60             |
| bílkoviny       | g/100 g  | 0,5            | K                | 200            | vitamin D        | 0              |
| tuky            | g/100 g  | 0,1            | Ca               | 23             | vitamin E        | –              |
| cukry           | g/100 g  | 8,8            | Mg               | 11             | vitamin B6       | 0,03           |
| celkový dusík   | g/100 g  | 0,08           | P                | 13             | vitamin B12      | 0              |
| vláknina        | g/100 g  | 2,2            | Fe               | 0,5            | karoten          | 0,81           |
| mastné kyseliny | g/100 g  | stopy          | Cu               | 0,08           | thiamin          | 0,03           |
| cholesterol     | g/100 g  | 0              | Zn               | 0,2            | riboflavin       | 0,04           |
| energie         | kJ/100 g | 153            | Mn               | 0,1            | niacin           | 0,3            |

## Taxonomie
Donedávna měl rod papája asi 20 druhů, které však po podrobnějším prostudování byly shledány natolik odlišné, že byly přeřazeny do nových rodů Jacaratia a Vasconcellea. Rodu papája zůstal přiřazen jediný druh, papája obecná, někdy nazývána melounová (převzato z anglického pojmenování „melounový strom“).

## Ekonomický význam
V roce 2016 bylo na světě vypěstováno 13,1 milionů tun plodů papáji. Zemí s nejvyšší produkcí byla Indie (43,7 % světové produkce). Deset největších pěstitelů vyprodukovalo asi 87,9 % celosvětové produkce.
Deset největších producentů papáji v roce 2016:
| Stát                           | množství v tunách |
| ------------------------------ | ----------------- |
| Indie                          | 5 699 000         |
| Brazílie                       | 1 424 650         |
| Mexiko                         | 951 922           |
| Indonésie                      | 904 284           |
| Dominikánská republika         | 863 201           |
| Nigérie                        | 836 702           |
| Konžská demokratická republika | 215 263           |
| Kuba                           | 212 579           |
| Kolumbie                       | 188 305           |
| Thajsko                        | 169 942           |
| zbylé státy                    | 1 584 901         |
| Svět                           | 13 050 749        |